# Mozilla
Mozilla is een opensourceproject gericht op het handhaven van een keuzevrij en innovatief internet. In dit project wordt de ontwikkeling van Netscape voortgezet. Het project valt onder de verantwoordelijkheid van de Mozilla Foundation, en staat inmiddels bekend om onder meer Mozilla Firefox.

## Geschiedenis

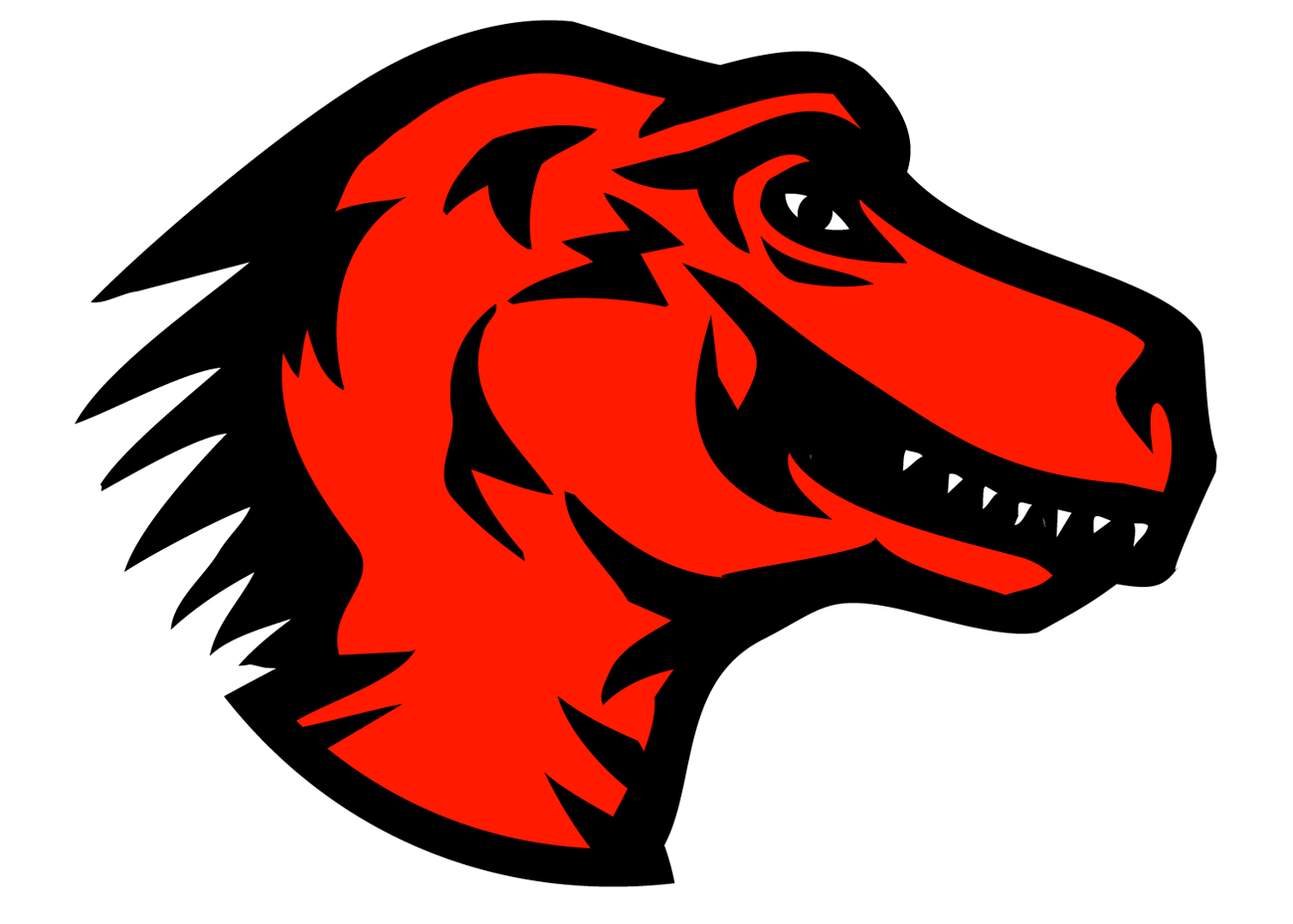
Voormalig Mozilla-logo

Het Mozillaproject komt voort uit de beslissing om de Netscape Communicator-suite om te zetten naar een opensourceproject. Het bedrijf Netscape was opgericht door ex-werknemers van NCSA, de originele ontwikkelaars van de browser Mosaic. Bij de ontwikkeling van Navigator had dit de interne naam Mozilla gekregen, een samentrekking van Mosaic Killer en een variatie op Godzilla, een dinosaurusachtig monster. In de jaren 90 verkeerde Netscape in een concurrentiestrijd om de browsermarkt met Microsofts Internet Explorer. Nadat Netscape eind jaren 90 in zwaar weer terechtkwam, werd januari 1998 besloten de broncode van Netscape Communicator vrij toegankelijk te maken.
Terwijl begonnen was met het van de grond af aan herschrijven van de software, maar nu gebaseerd op de nieuwe Gecko-layoutengine, werd Netscape in november 1998 overgenomen door America Online (tegenwoordig: AOL). De naam Mozilla werd weer uit de kast getrokken voor het plan Navigator totaal te herschrijven. In het najaar van 2003 besloot AOL te stoppen met de ontwikkeling van de eigen Netscape-software, nadat men had besloten om Microsofts Internet Explorer als standaardbrowser te gaan gebruiken. Hiermee bleef slechts de Mozilla-suite (tegenwoordig: SeaMonkey) over. Sindsdien valt het project onder de verantwoordelijkheid van de Mozilla Foundation en bevat het onder meer de subprojecten Mozilla Firefox, Mozilla Thunderbird en Bugzilla.
In 2012 wil Mozilla een besturingssysteem voor smartphones en tablet-pc's onder de naam Firefox OS (ervoor bekend als "Boot to Gecko", B2G) op de markt brengen. Het systeem zal volledig in de cloud werken; alles zal dus via de webbrowser verlopen. Het systeem zou op de meeste toestellen draaien die nu met Google Android kunnen werken.

## Gebaseerd op Netscape Communicator
Het Mozillaproject ging van start op basis van de oude broncode van Netscape Communicator 4.0. Al snel werd overgestapt naar de nieuwe Gecko-motor, die uitgebracht werd als Netscape 4.5. Het originele plan was om de programmacode verder te stabiliseren en daarna een versie 5.0 vrij te geven, maar men kwam tot de conclusie dat de ambitieuzere veranderingen waarvan de integratie pas later was gepland, zo goed als klaar waren. De oude code werd vervangen door de nieuwe en op 5 juni 2002 werd uiteindelijk Mozilla 1.0 uitgegeven.

## Andere webbrowsers gebaseerd op Mozilla
Doordat Mozilla open source is kan iedereen de broncode ervan gebruiken om een eigen browser te maken. Op vele platforms zijn andere opensourceprojecten die gebruikmaken van de layout-engine van Mozilla, Gecko: onder meer het Mozilla-project Camino (voorheen Chimera), Epiphany, Galeon en K-Meleon (zie bij Gecko voor een volledige lijst). Ook Netscape bracht een nieuwe versie van zijn Netscape Communicator uit op basis van Mozilla.

## Platforms
Mozilla heeft als doel te draaien op Linux-, Windows-, Mac OS X- en Unix/X11-systemen. Mozilla werkt ook op OS/2 en BeOS. Er zijn ook nog andere platforms waarop Mozilla werkt. Compatibiliteit met open internetstandaarden wordt nagestreefd, net als hoge prestaties en de mogelijkheid om Mozilla op andere besturingssystemen en platforms te laten werken (portabiliteit).

## Licentie
Mozilla is beschikbaar onder de NPL/MPL (Netscape/Mozilla Public License) die zeer vergelijkbaar zijn met de  GPL en zelfs in bepaalde aspecten met de BSD-licentie.

## Componenten
Het Mozilla-pakket omvat een webbrowser, een e-mailclient, het IRC-(chat)programma ChatZilla en een HTML-editor, de Mozilla Composer.

## Toekomst
Omdat Mozilla te groot begon te worden, opteerde men voor een afzonderlijke browser en e-mailclient. Zo is de ontwikkeling anno 2012 vooral gericht op Mozilla Firefox, de webbrowser van Mozilla, en Mozilla Thunderbird, de e-mailclient van Mozilla. Daarnaast werkt de Foundation aan het kalenderproject Mozilla Calendar.
Door grote aandacht voor Firefox heeft Mozilla de ontwikkeling van Mozilla Suite stopgezet, dat nu onder de naam SeaMonkey ontwikkeld wordt door SeaMonkey Council. Deze bestaat nog steeds uit alle componenten, maar men is niet meer verplicht het hele pakket te downloaden.

## Financiering
Mozilla begon met een aantal programmeurs die nog op de loonlijst van Netscape stonden. Dit was onderdeel van de browserafdeling van AOL. Toen AOL stopte met de browserafdeling, werd de Mozilla Foundation opgericht, een non-profitorganisatie voor de ondersteuning van het Mozillaproject. AOL stortte 2 miljoen dollar in deze organisatie. Enkele andere bedrijven en particulieren dragen ook bij tot de financiering van Mozilla.
De Mozilla Foundation heeft contracten gesloten met commerciële bedrijven om cd's te verkopen met Mozillasoftware en om telefonische ondersteuning te leveren. Dit waren dezelfde leveranciers die Netscape ingeschakeld had. De Mozilla Foundation let steeds meer op het intellectueel eigendom. Er zijn beleidsregels opgesteld voor het gebruik van het handelsmerk en de logo's en er wordt meer aan marketing gedaan.

## Mozilla Application Framework
De naam 'Mozilla' komt ook terug in het 'Mozilla Application Framework', gebaseerd op XML voor het ontwikkelen van software die onafhankelijk van het besturingssysteem moet kunnen draaien (multiplatform).